# Royal Thai Army Stadium
Das Royal Thai Army Stadium (Thai สนามกีฬากองทัพบก) ist ein Mehrzweckstadion im Bezirk Phaya Thai in der thailändischen Hauptstadt Bangkok, Thailand. Es wird derzeit hauptsächlich für Fußballspiele genutzt und ist das Heimstadion der Vereine Army United und Royal Thai Army FC. Es hat ein Fassungsvermögen von 20.000 Zuschauern. Eigentümer sowie Betreiber ist die Royal Thai Army.

## Nutzer des Stadions
| Verein                          | Zeitraum der Nutzung |
| ------------------------------- | -------------------- |
| Army United                     | 2007 bis 2019        |
| Royal Thai Army FC              | 2015 bis heute       |
| BBCU FC                         | 2011                 |
| BBCU FC                         | 2013                 |
| Air Force Welfare Department FC | 2007 – 2015          |